# Musa Anter
Musa Anter (Eskimagara, provincia de Mardin, 1920-Diyarbakir, 20 de septiembre de 1992), también llamado Apê Mûsa (tío Musa), fue un escritor e intelectual kurdo, de nacionalidad turca.

## Vida
Nació en 1920 en el pueblo de Eskimağara (anteriormente Zivingê), cerca de Nísbis, en la provincia turca de Mardin, en una familia pobre. Su padre murió cuando él era todavía un niño. El nombre del padre, Anter, se convirtió más tarde en el apellido de la familia. Creció con su madre. Fue a la escuela en Mardin, en un internado. Estos internados eran una medida para eliminar la cultura kurda y convertir a los niños a la cultura turca. Los estudios medios los realizó en Adana, donde permaneció hasta 1941. Musa Anter fue seleccionado por el estado turco, junto con otros pocos estudiantes, para ser enviado a un internado en Estambul. Durante sus estudios de Filosofía conoció a muchos estudiantes kurdos. Entre ellos, el que más tarde sería el secretario general del Partido de los Trabajadores de Turquía, Tarık Ziya Ekinci, el fundador del Türkiye Milli Parti («Partido Nacional Turco») Yusuf Azizoğlu y el fundador del Partido Democrático Kurdistán-Turquía Faik Bucak. Más tarde cambió sus estudios por los de Derecho. 
El 11 de diciembre de 1944 se casó con la hija del gran industrial Abdurahim Zapsu y tuvo dos hijos llamados Anter (nacido el 18 de agosto de 1945) y Dicle (nacido el 30 de marzo de 1950) y una hija de nombre Rewşen (en tuco Rahşan) (nacida el 18 de octubre de 1948).
En la universidad comenzó sus actividades políticas. Impulsado por las noticias de acontecimientos en el extranjero. En la década de 1950 había programas radiofónicos en kurdo desde Ereván y El Cairo. Pero una mayor influencia tuvieron la revolución de 1958 en Irak y la vuelta de Mustafa Barzani desde el exilio soviético.
Editó diversas revistas, que se ocupaban de la problemática kurda, entre otras Ileri Yurt en Diyarbakır. Ileri Yurt fue la primera revista tras décadas de silencio que se ocupaba de los kurdos. En 1959 fue detenido con otras 48 personas. Inicialmente se temía que fuesen ahorcados, pero por temor a posibles protestas del extranjero, sólo fueron encarcelados 6 meses. Este «proceso de los 49» contribuyó a hacer pública la cuestión kurda.
En prisión escribió su primer libro, Birîna Reş («La herida negra»). A partir de 1961/62 publicó en Estambul la revisita Dicle-Firat en kurdo y turco. En la década de 1960 pasó a formar parte del Partido de los Trabajadores de Turquía. Debía ser candidato en las elecciones de 1965, pero debido a problemas económicos Musa no pudo financiarse la candidatura.
En 1971 fue detenido de nuevo. En 1976 volvió a su pueblo y permaneció allí hasta 1989. En 1979 fue detenido otra vez. Finalmente volvió a Estambul y continuó escribiendo para revistas kurdas como Welat («Patria»), Ülke («Tierra»), Özgür Gündem («Agenda libre») y Özgur Ülke («Tierra libre»). En Estambul fue cofundador del prokurdo HEP, el predecesor del Demokratik Toplum Partisi (DTP) y del Instituto Kurdo de Estambul. En total, pasó 11,5 años de su vida en cárceles: comenzando como joven en 1938, durante el Levantamiento de Dersim, hasta 1990, año en el que estuvo por última vez en la cárcel.
En 20 de septiembre de 1992 fue secuestrado en Diyarbakır y asesinado de un tiro. Fue víctima del JİTEM, que por orden del gobierno asesinaba a hombres de negocios e intelectuales kurdos, para ahogar el movimiento kurdo. JİTEM era parte del «Estado Profundo» turco. Su tumba se encuentra en la comarca de Nusaybin, en la provincia de Mardin.

## Obra
- Birîna Reş, 1959 («La herida negra»)
- Ferhenga Kurdî («Diccionario kurdo») - Estambul, 1967
- Hatıralarım («Mis memorias»), tomo 1 - Estambul, 1991
- Hatıralarım («Mis memorias»), tomo 2 - Estambul, 1992
- Çinara Min - Estambul